# Palácio da República (Berlim)

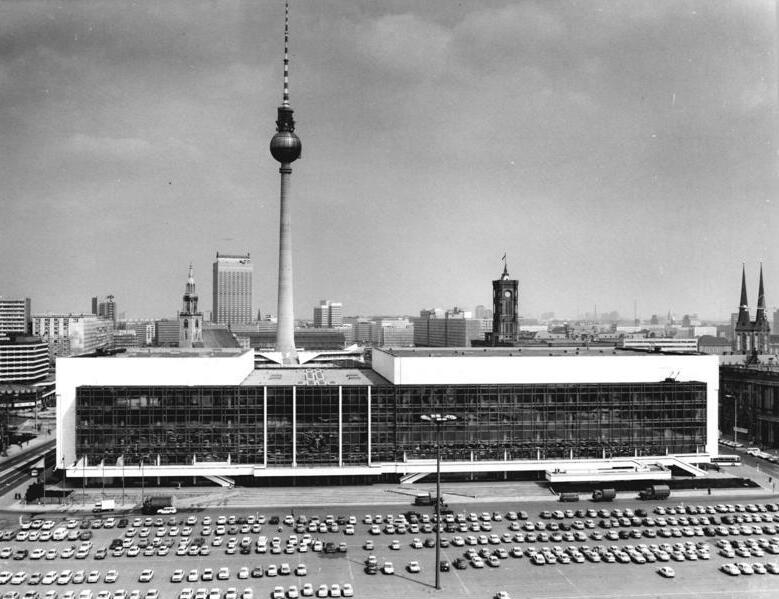
O Palast der Republik em 1986.

O Palácio da República (em alemão Palast der Republik) foi um edifício localizado na Schloßplatz (Praça do Palácio, conhecida entre 1951 e 1994 por Marx-Engels-Platz) nas margens do Rio Spree, no bairro de Mitte (Bezirk Mitte), em Berlim, numa parte do local onde se ergueu o Berliner Stadtschloss, ao qual se refere o nome da praça. Alojou o Volkskammer (Congresso do Povo), o  Parlamento da RDA, sendo igualmente utilizado como Casa da Cultura aberta. O desenvolvimento urbano da praça do palácio de Berlim deve-se à sua localização central e ao significado histórico do castelo e palácio desde a Reunificação da Alemanha, sendo objecto de intensas discussões. Em 2002, o Bundestag pronunciou-se pela sua demolição, a qual ocorreu gradualmente a partir de 6 de Fevereiro de 2006, e foi concluída em 2 de dezembro de 2008.

## Origem

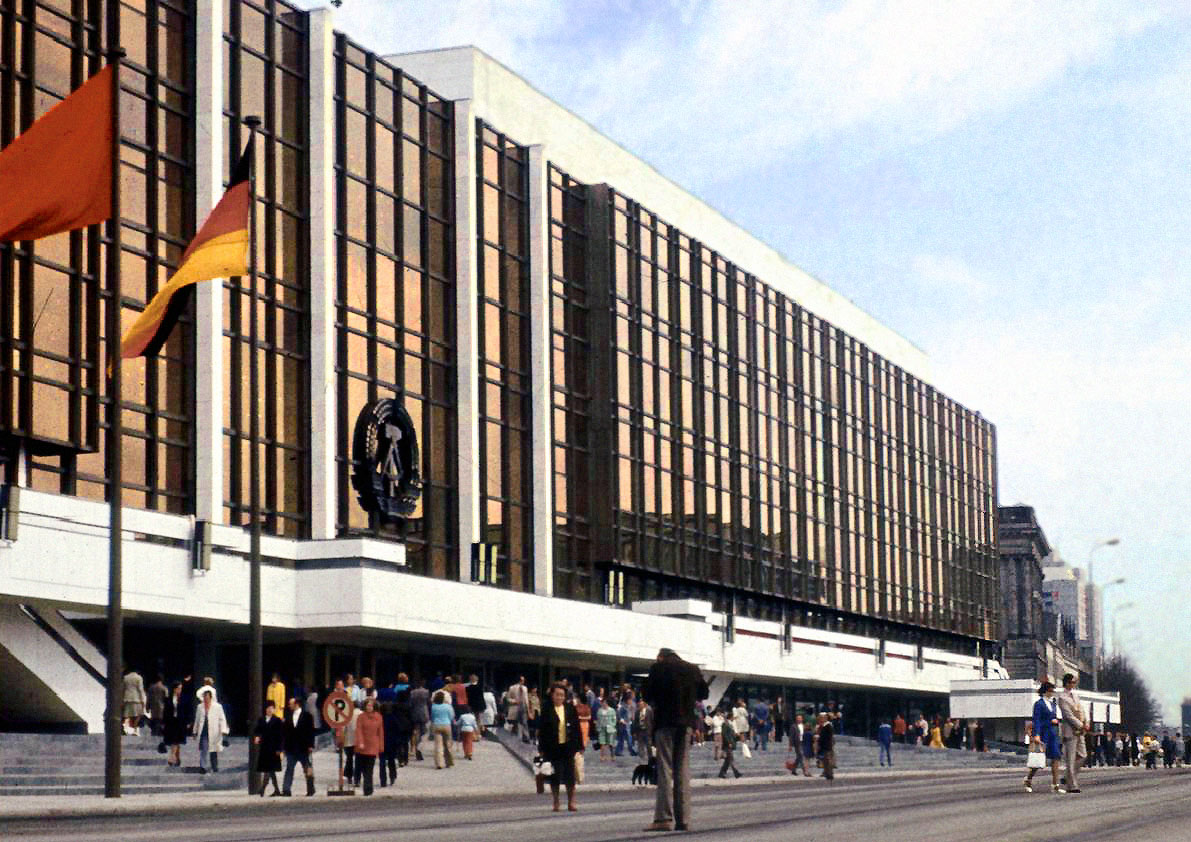
Fachada do Palast der Republik na década de 1980.

Depois da Segunda Guerra Mundial, o Berliner Stadtschloss estava fortemente danificado. Destestado como símbolo do Reino da Prússia, os comunistas do sector comunista fizeram-no demolir em 1950. Depois disso, a Schloßplatz permaneceu vazia por 23 anos. A praça tornou-se num lugar de desfiles e paradas militares, além de servir como tribuna de propaganda.
Num momento em que o governo de Walter Ulbricht procurava um símbolo para a nova nação, foi decidida a construção do Palast der Republik, em parte do local onde se erguera o majestoso palácio Real, o qual seria inaugurado no dia 26 de Abril de 1976, depois de 32 meses de trabalhos. O arquitecto principal foi Heinz Graffunder, o qual contou com o auxílio de Karl-Ernst Swora, Wolf-Rüdiger Eisentraut, Günter Kunert, Manfred Prasser e Heinz Aust.
Mais de 5.000 toneladas de asbesto foram usadas na construção para proteger do calor a estrutura de aço do novo edifício que nascia. No entanto, isso causou protestos ainda no tempo da RDA, antes de ser divulgada a descoberta que apontava o asbesto como causador duma nova forma de cancro .

## Localização e dimensões

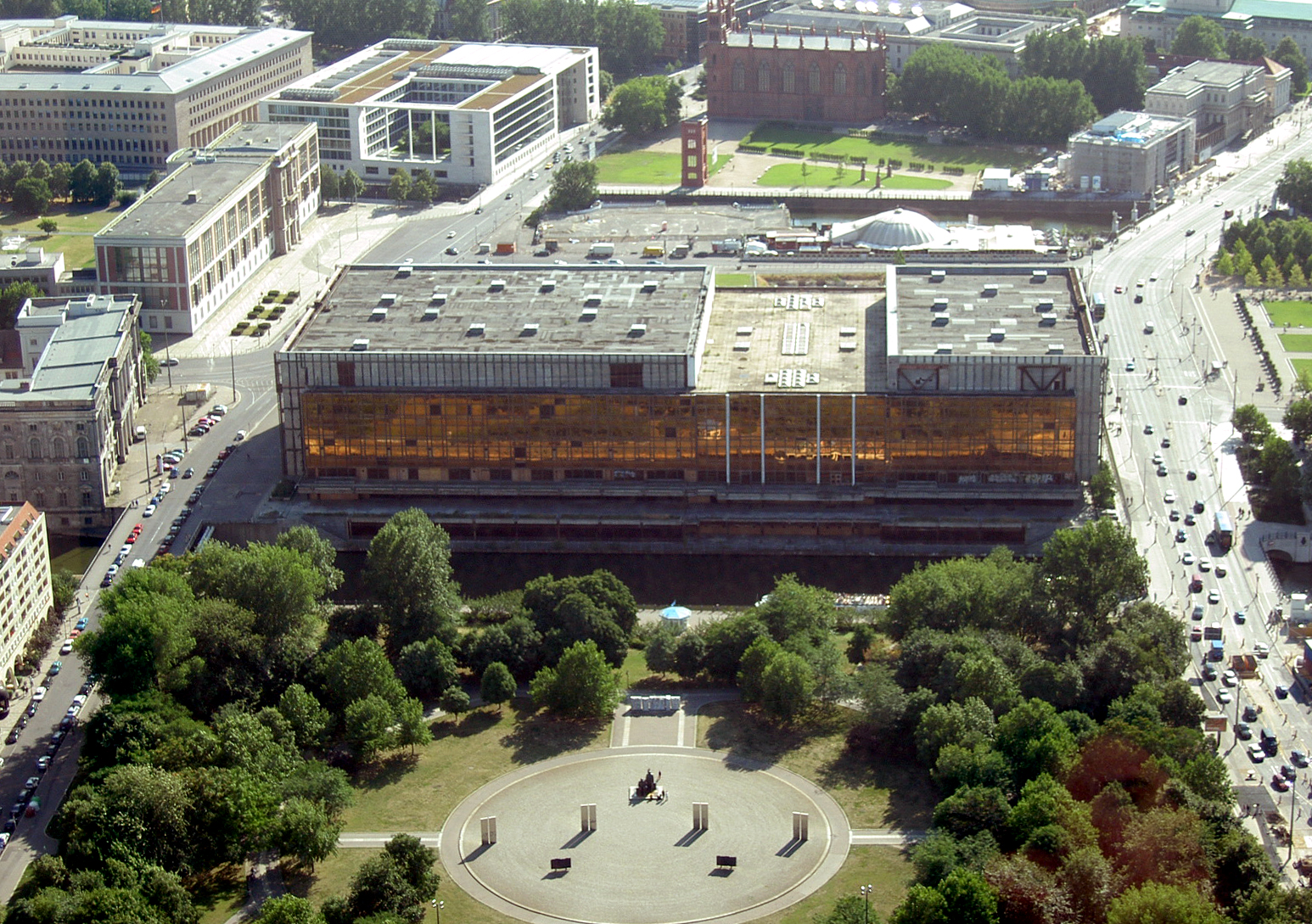
Vista aérea do Palast der Republik (2003).

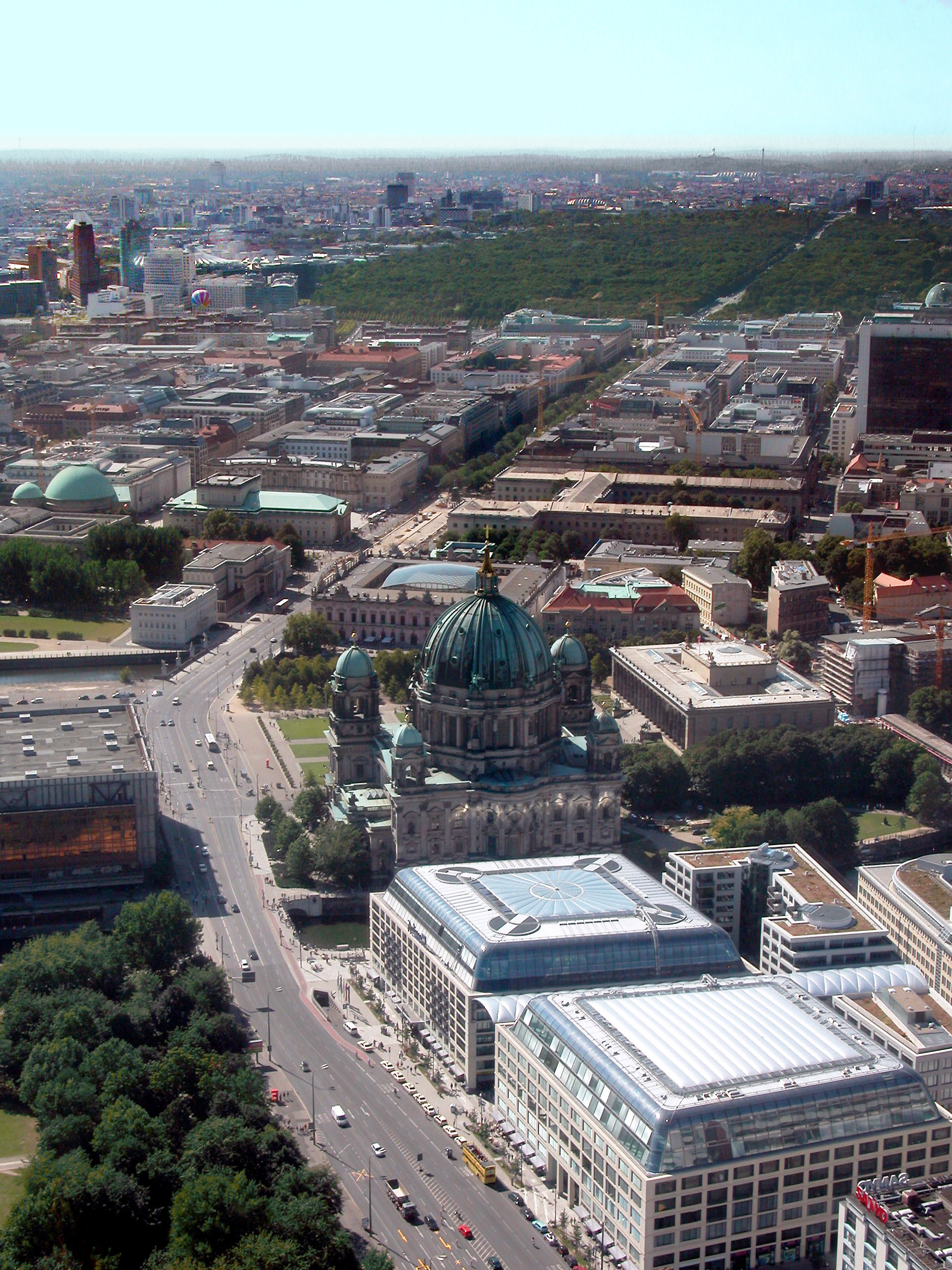
Vista aérea da Avenida Unter den Linden, sendo visível uma parte do Palast der Republik à esquerda.

O Palast der Republik situava-se na Praça do Palácio (Schloßplatz) — Praça Marx-Engels (Marx-Engels-Platz) antes de 1990 — sobre a Avenida Unter den Linden, mais ou menos em frente do jardim Lustgarten e da Berliner Dom (Catedral de Berlim), próximo da Alexanderplatz, nas margens do canal do Rio Spree. Na vizinhança ficava o antigo edifício do Conselho de Estado da RDA, no qual a European School of Management and Technology se instalou em Janeiro de 2006 e onde a Hertie School of Governance desenvolve, também, o seu trabalho. Na margem oposta encontra-se o Fórum Marx-Engels, com as estátuas de Karl Marx e Friedrich Engels, e o Berliner Fernsehturm. Ficava, ainda, próximo do Berliner Senats (Senado de Berlim) e da Rotes Rathaus (Câmara Municipal).
O edifício tinha a forma dum paralelipípedo (180 m de comprimento, 85 de largura e 32 de altura). A sua altura está alinhada com a dos vizinhos Marstalls (antigos estábulos) e edifício do Conselho de Estado da RDA.

## Utilização

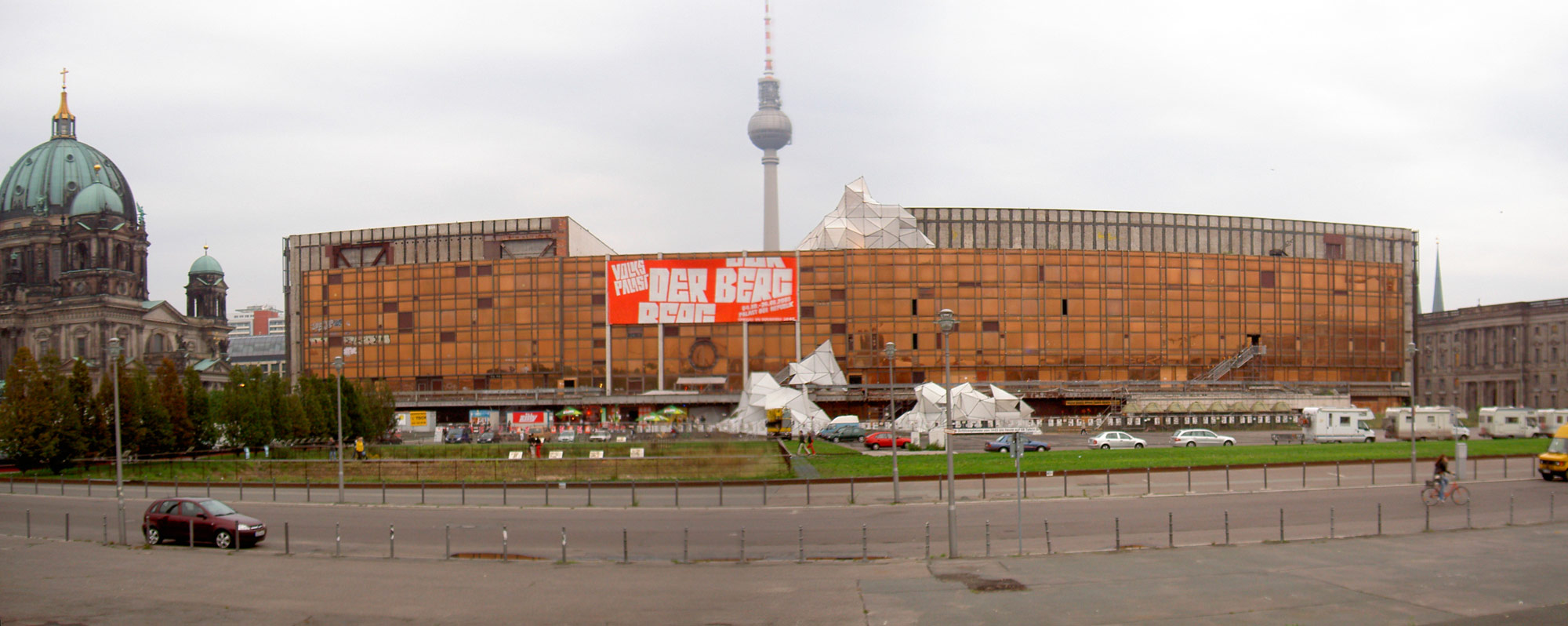
Vista panorâmica do Palast der Republik.

A construção do palácio funda-se no conceito duma Volksheimes, ou "casa do povo", advogado pelo movimento operário socialista do século XIX, o que conduziu à execução de importantes construções na Bélgica, na França (Centro Georges Pompidou), nos Países Baixos ou na Suécia (Kulturhuset em Estocolmo). As Casas de Cultura da URSS, sobretudo as do início do regime, representaram de forma notoria um símbolo do novo poder do Estado. Na Alemanha foram sobretudo as organizações sindicais que construíram tais estabelecimentos. Na RDA, a missão das "Casas de Cultura" tornaram-se numa orientação da teoria da arquitectura.
O Palast der Republik destacou-se especialmente pelos seus numerosos halls, restaurantes e bowling, mas, também, pela existência do Grande Hall destinado aos acontecimentos culturais da cidade. O palácio viria a receber os favores do público devido à grande falta de instalações semelhantes no centro de Berlim leste.

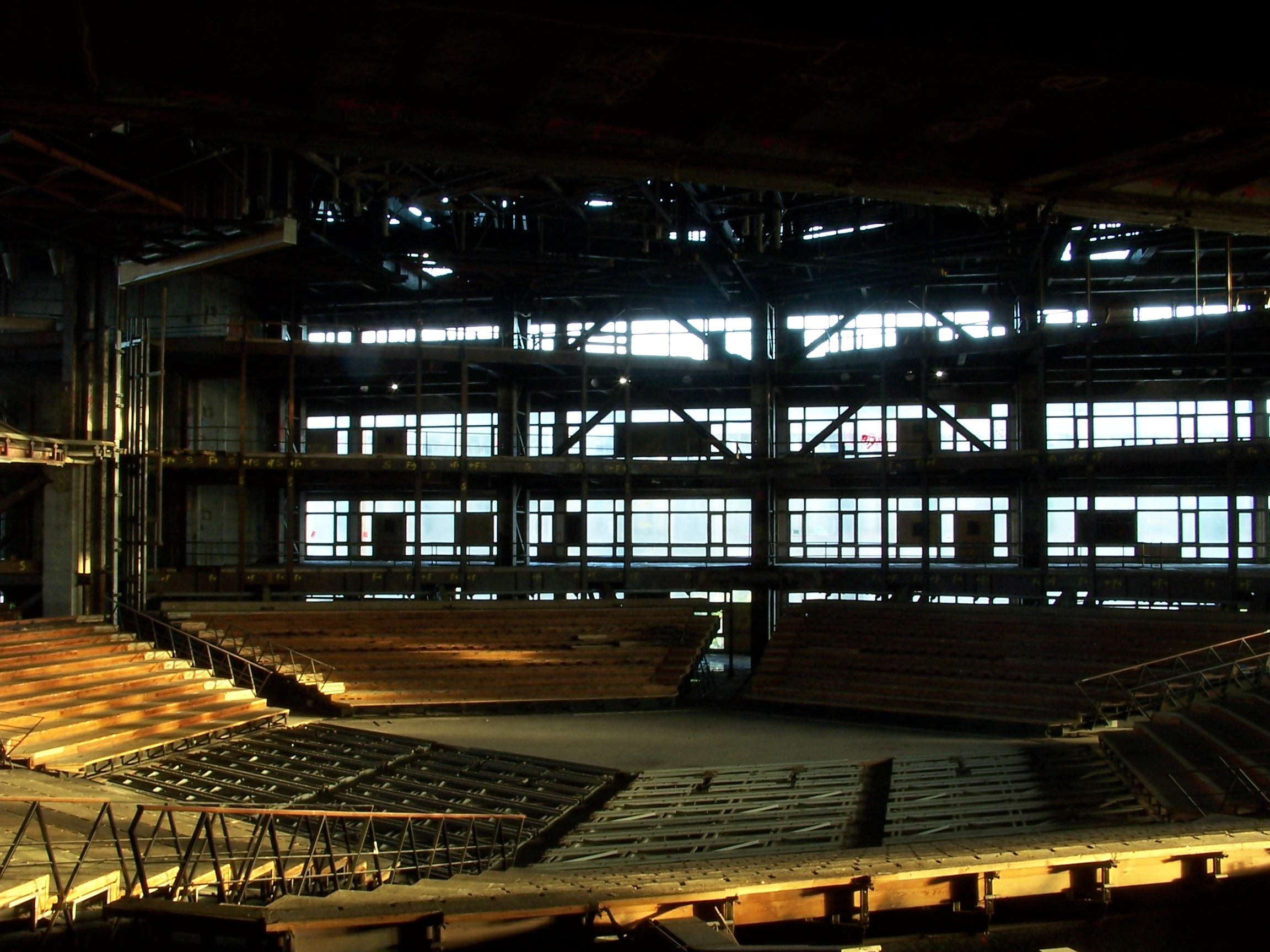
O Grande Hall em 2006.

Artistas nacionais e internacionais, como Elton John, Harry Belafonte, Mireille Mathieu, Katja Ebstein, Miriam Makeba, Carlos Santana e muitos outros, fizeram as suas apresentações no pequeno Theater im Palast (TiP - "Teatro no Palácio), com um sistema de realização móvel para o som, luz e encenação (desenho: Juergen Frenkel). Exposições, restaurantes com fornecimento preferencial, uma sorveteria, um leite-bar, uma discoteca, uma estação de correios aberta aos domingos, uma pista de bowling, a exibição no foyer de grandes pinturas de 16 proeminentes artistas do Leste alemão (Willi Sitte, Walter Womacka, Wolfgang Matt Heuer e outros, sob o lema "Quando os comunistas sonham"), e de várias outras obras de arte (como, por exemplo, as muito mostradas "Flores de Vidro" dos artistas magdeburgueses Reginald Richter e Richard Wilhelm) e mármores brancos importados da Suécia fizeram deste edifício algo único. 

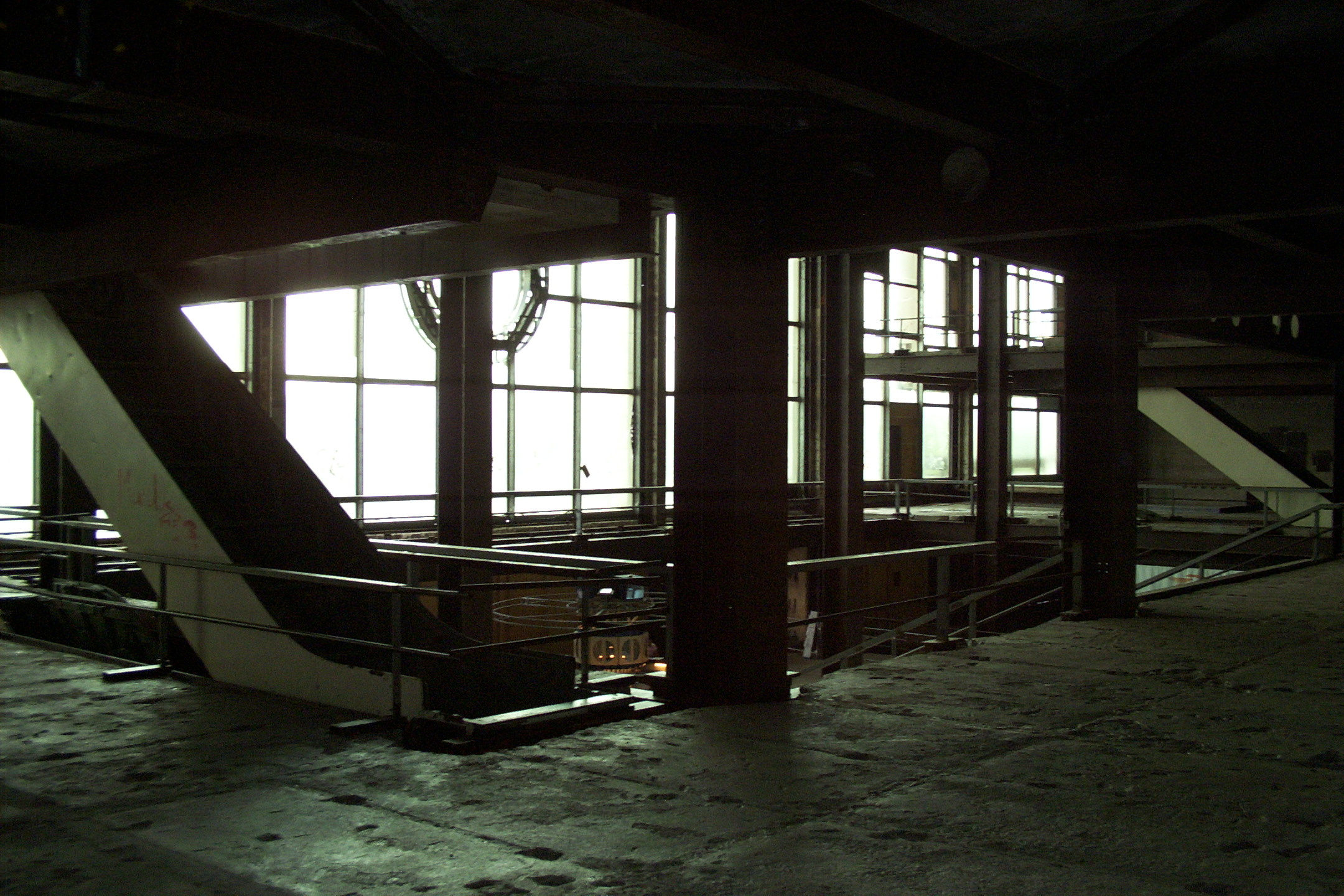
Aspecto do interior (2003).

O pequeno hall do edifício servia de sede à Volkskammer (Câmara do Povo) — o parlamento da RDA. Por outro lado, a galeria principal servia para a realização de importantes eventos culturais. Esta última sala tinha a forma simétrica dum hexágono com 67 metros de largura e 18 de altura. Elevadores permitiam diferentes alturas do palco para congressos ou para a realização de concertos. A área de acção tinha uma superfície variável entre 170 e 1000 m². Seis peças giratória do pavimento, tectos falsos e paredes de separação flexíveis providenciavam lotações altamente variáveis, podendo ir dos cerca de 1000 aos 4500 lugares.
Os principais usos representativos tiveram lugar nos anos de 1976, 1981 e 1986 aquando da realização das conferências do Partido Socialista Unificado da Alemanha (SED), com o número de delegados ajustado ao tamanho da sala, tendo servido, igualmente, de cenário à gravação de numerosas sessões do popular programa televisivo "Ein Kessel Buntes" ("Uma Chaleira Colorida").
Em Outubro de 1983, o cantor de rock da Alemanha Ocidental Udo Lindenberg foi surpreendido com a permissão dum concerto com audiência seleccionada (FDJ - Juventude Livre Alemã) no Palast der Republik, depois do seu sucesso "Sonderzug nach Pankow" ("Especial para Pankow"), com que apareceu na RDA, ter sido recusado. A proposta incluia uma tournée pela RDA, mas esta não foi autorizada.

## Denominação

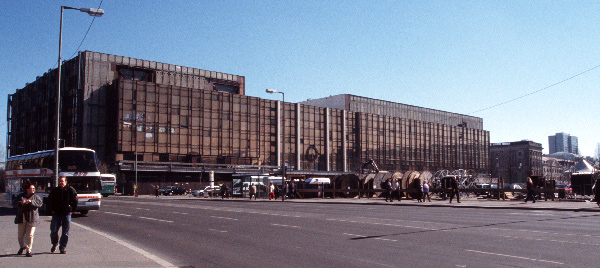
O Palast der Republik em 2003.

O Palast der Republik recebeu vários nomes satíricos, como "Palazzo Prozzo", "Ballast der Republik" ("Lastro da República") ou "Erich Lampenladen" ("Loja de Lâmpadas de Erich"). Esta última designação fazia referência às inúmeras lâmpadas da iluminação do Grande Hall e ao nome do dirigente partidário do Estado, Erich Honecker. Estes nomes, nunca reconhecidos oficialmente, eram conhecidos entre os berlinenses, mas utilizados na linguagem com pouca frequência. A sua origem é controversa e não está comprovada; pensa-se que tais nomes terão entrado no vernáculo berlinense a partir dos tablóides de Berlim ocidental. 

## Evolução depois de 1990

### Encerramento devido ao amianto

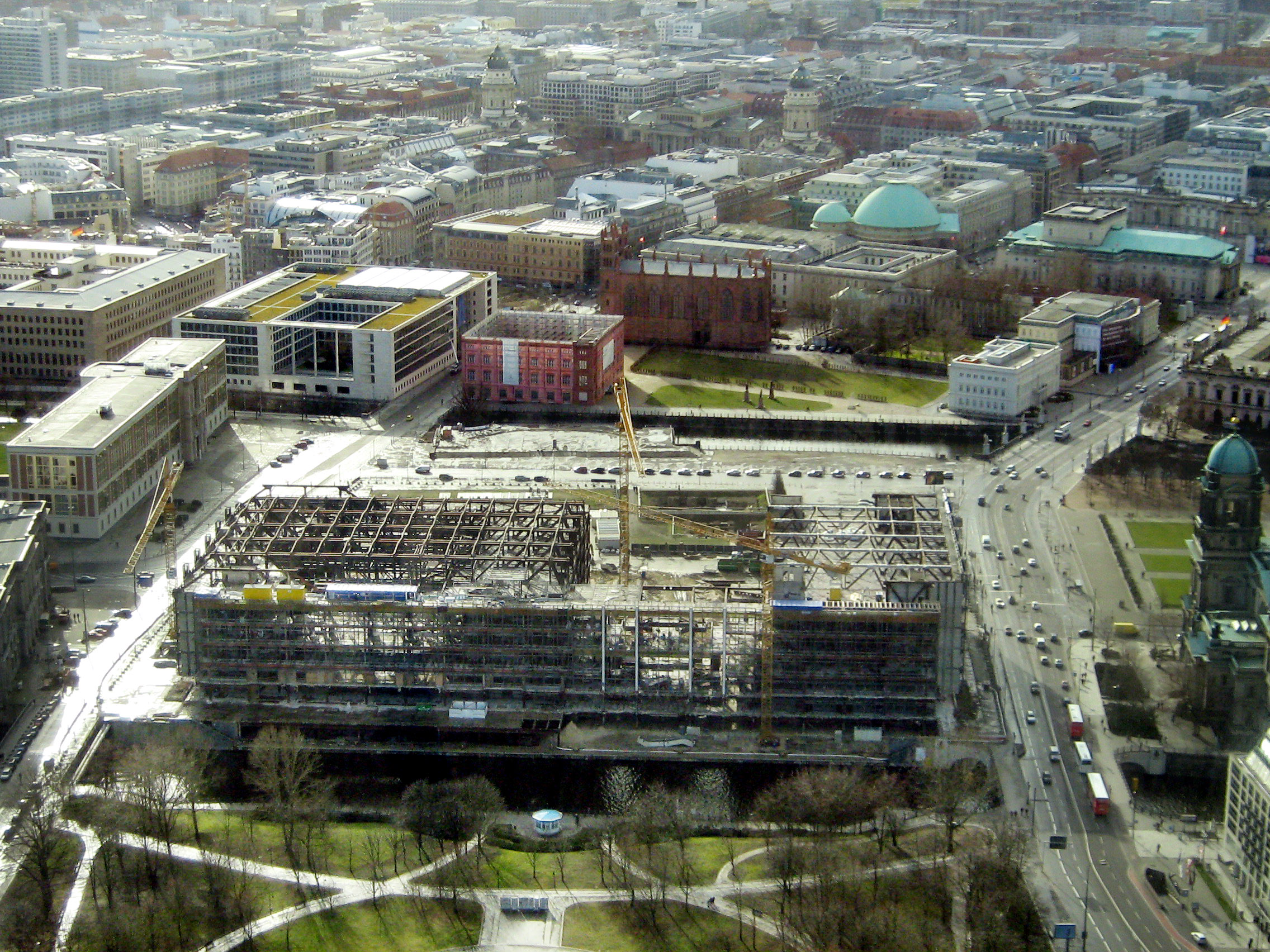
Demolição (Fevereiro de 2007).

O palácio foi encerrado em 1990 devido à presença de amianto. Já na época da sua construção, o isolamento contra o fogo das construções metálicas com amianto era desaconselhado. A partir de 1980 surgiram avisos de contaminação cada vez mais importantes. O palácio passou a funcionar só temporariamente e sob autorização especial. No dia 19 de Setembro de 1990 acabou por ser encerrado por decisão da Volkskammer (Câmara do Povo), como previsão da aplicação na RDA das normas nacionais e europeias de protecção do trabalho e da saúde. Por diversas razões, nunca foi equacionada uma reabilitação.

### Destruição e reorganização do espaço
Entre 1998 e 2003 o amianto existente no edifício foi eliminado. A missão teve um custo total de 35 milhões de euros.
Depois de vários concursos de arquitectura para a gestão dos terrenos do histórico palácio, o Bundestag (parlamento alemão) decidiu-se, em 2003, pela demolição do Palast der Republik e o estabelecimento temporário dum espaço verde, até à construção do chamado Fórum Humboldt. Este deverá albergar o museu das culturas extra-europeias (actualmente em Berlin-Dahlem), a biblioteca central e regional de Berlim e a colecção histórica científica da Universidade Humboldt. A sua fachada deverá ser reconstruída segundo o modelo da fachada barroca do Berliner Stadtschloss destruída em 1950. No entanto, o parlamento não assegura o financiamento nem do Fórum Humboldt — cujos custos são estimados em 590 milhões de euros — nem dum concurso de arquitectura ou dum arranjo temporário. Apenas a demolição do palácio está asegurada, a qual custará pelo menos 60 milhões de euros para evitar a destabilização da catedral vizinha.

### Utilização temporária

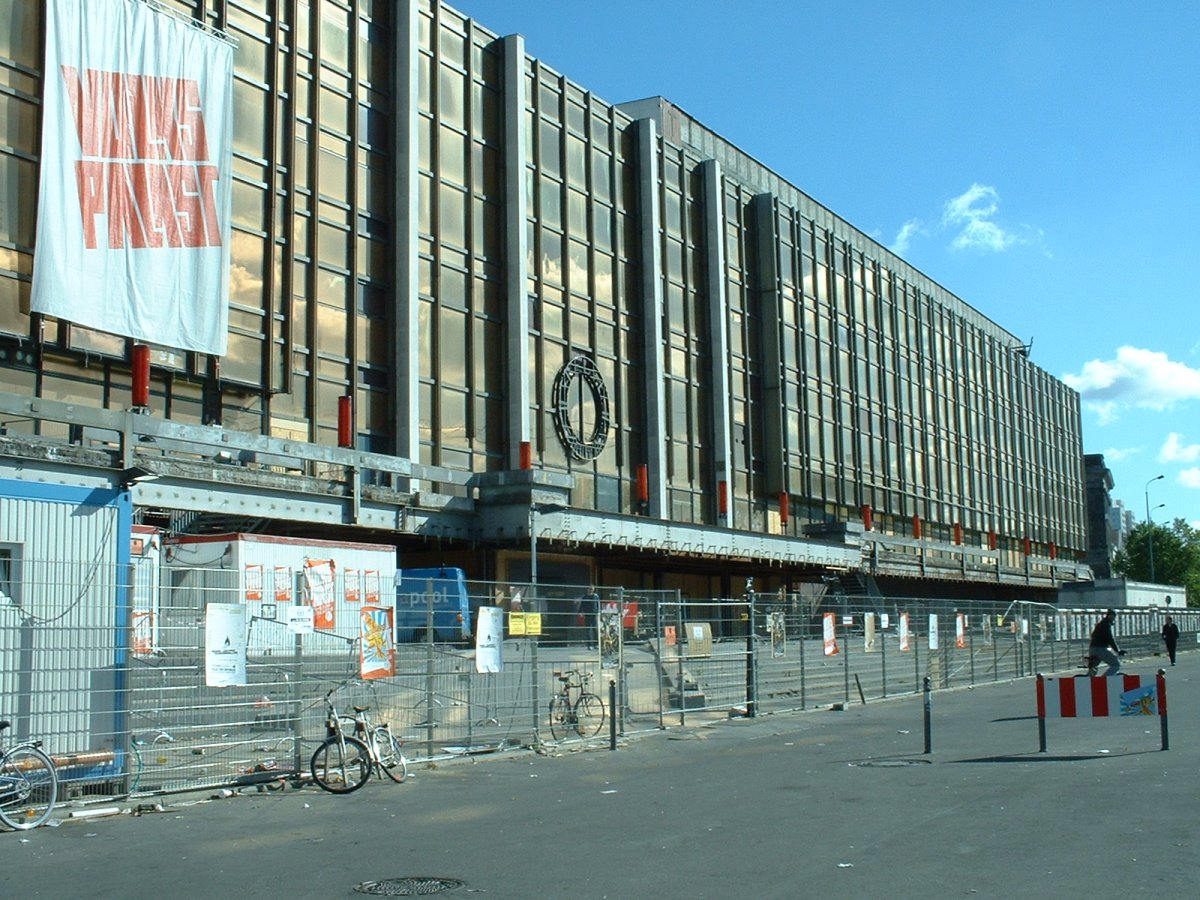
Aspecto do Palast der Republik em Outubro de 2004.

Na Primavera de 2004, o palácio foi temporariamente reaberto para o que chamaram de "utilização intermédia do Palast der Republik sob o nome de Volkspalast (Palácio do Povo). Entre as múltiplas utilizações e exposições de arte, tiveram lugar representações teatrais com a ajuda de tribunas improvisadas. Por um curto período chegou mesmo a ser possível fazer um pequeno passeio de gôndola no interior do palácio. Durante o Verão de 2005, uma nova exposição "Der Berg" fez reviver os lugares e retraçar a sua história, exigindo um verdadeiro debate sobre o seu futuro. Em Outubro do mesmo ano foi inaugurada a "Der tote Palast der Republik" ("O Falecido Palast der Republik"), uma exposição sobre o tema da morte.
Ainda em 2005, o palácio foi palco do evento Red Bull BC One.

### Protestos contra a demolição

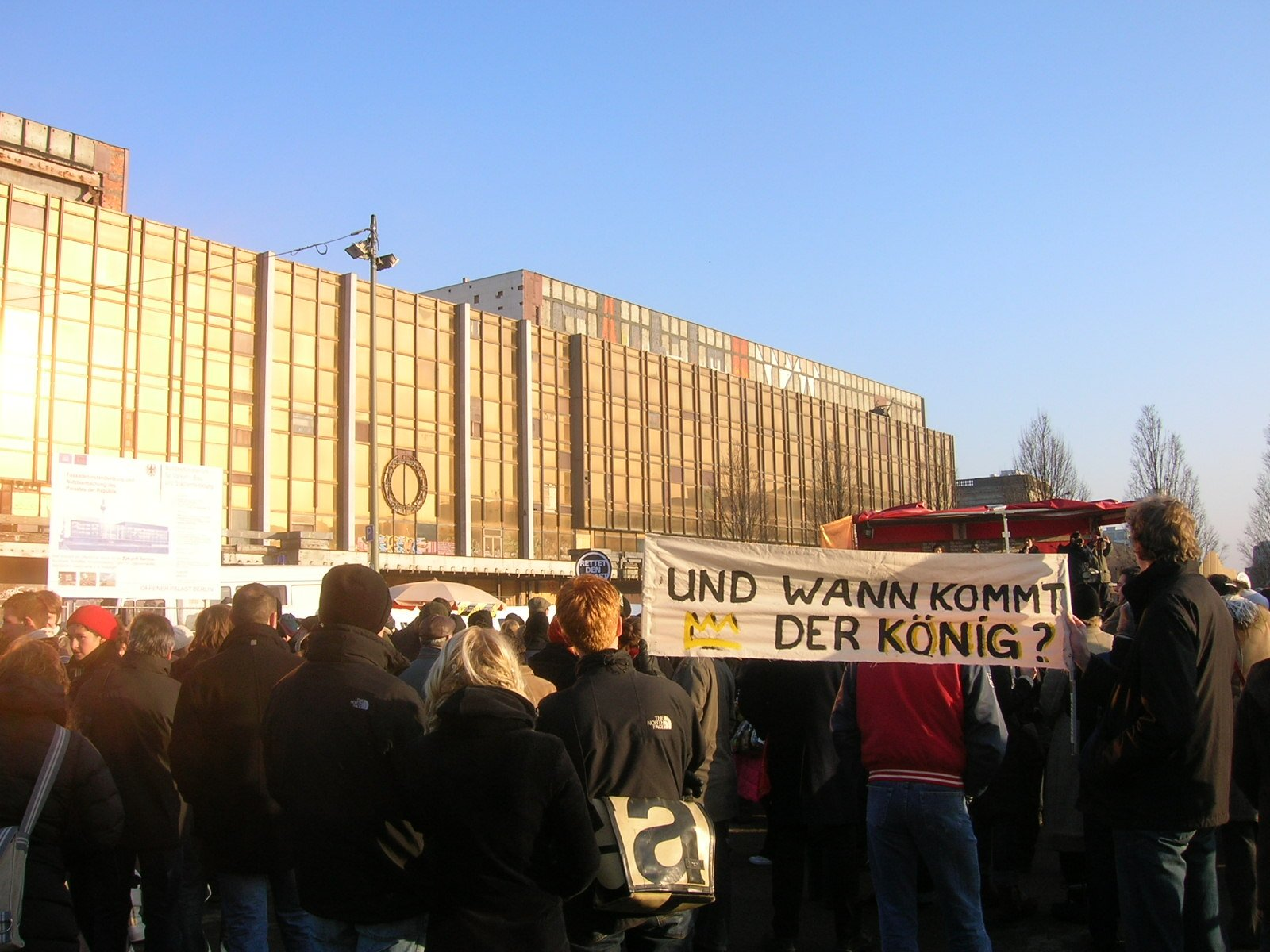
Protesto contra a demolição do Palast der Republik.

No dia 26 de Janeiro de 2005, o artista norueguês Lars Ramberg instalou no telhado do palácio lâmpadas de néon formando a palavra "ZWEIFEL" (dúvida) com mais de 6 metros de altura. A palavra serviria de logotipo para o Projekt Palast des Zweifels ("Projecto Palácio das Dúvidas"). Ramberg procurou com este projecto relançar as discussões em torno da demolição do palácio e promover os discursos das utupias perdidas juntamente com a pesquisa de novas perspectivas e identidades. Esta acção funcionou até ao dia 10 de Maio daquele ano. Por iniciativa do artista, havia uma imagem do palácio com a menção ZWEIFEL e a exposição dos motivos, o que constituia uma violação ao direito de autor durante o tempo da exposição — reconhecimento e recepção — o que levou à discussão com os Monumentos Históricos dos aspectos relacionados com a demolição do palácio. Antes da questão ser levantada, o artista não foi convidado a dar o seu parecer favorável, nem  sequer informado que uma imagem de seu trabalho artístico, embora fazendo parte duma instalação, seria utilizado.

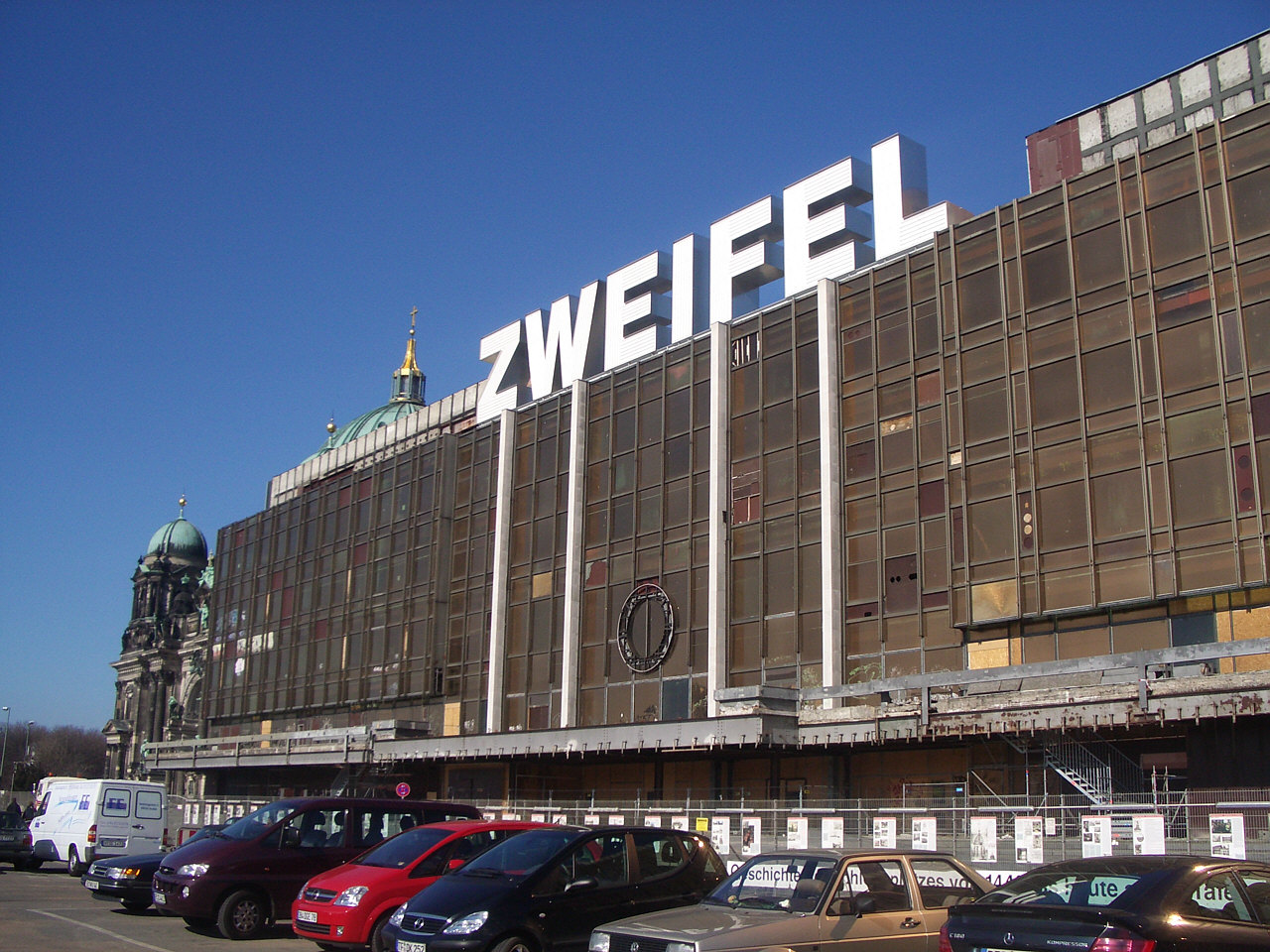
A instalação ZWEIFEL do artista Lars Ramberg no tecto do Palast der Republik.

Com a exposição "Fraktale" nasceu no meio do palácio um grande espaço branco, de acordo com a nova imagem artística que o palácio poderia ter. A exposição "White Cube Berlin" ("Cubo Branco Berlim") tentou usar este espaço com artistas internacionalmente reconhecidos como uma nova oposição aos planos de demolição. A exposição e o processo do "White Cube" foram registados no documentário "AltlastPalast". Em Dezembro de 2005, foi criada em Berlim uma Fundação para a preservação do Palast der Republik.

### Demolição

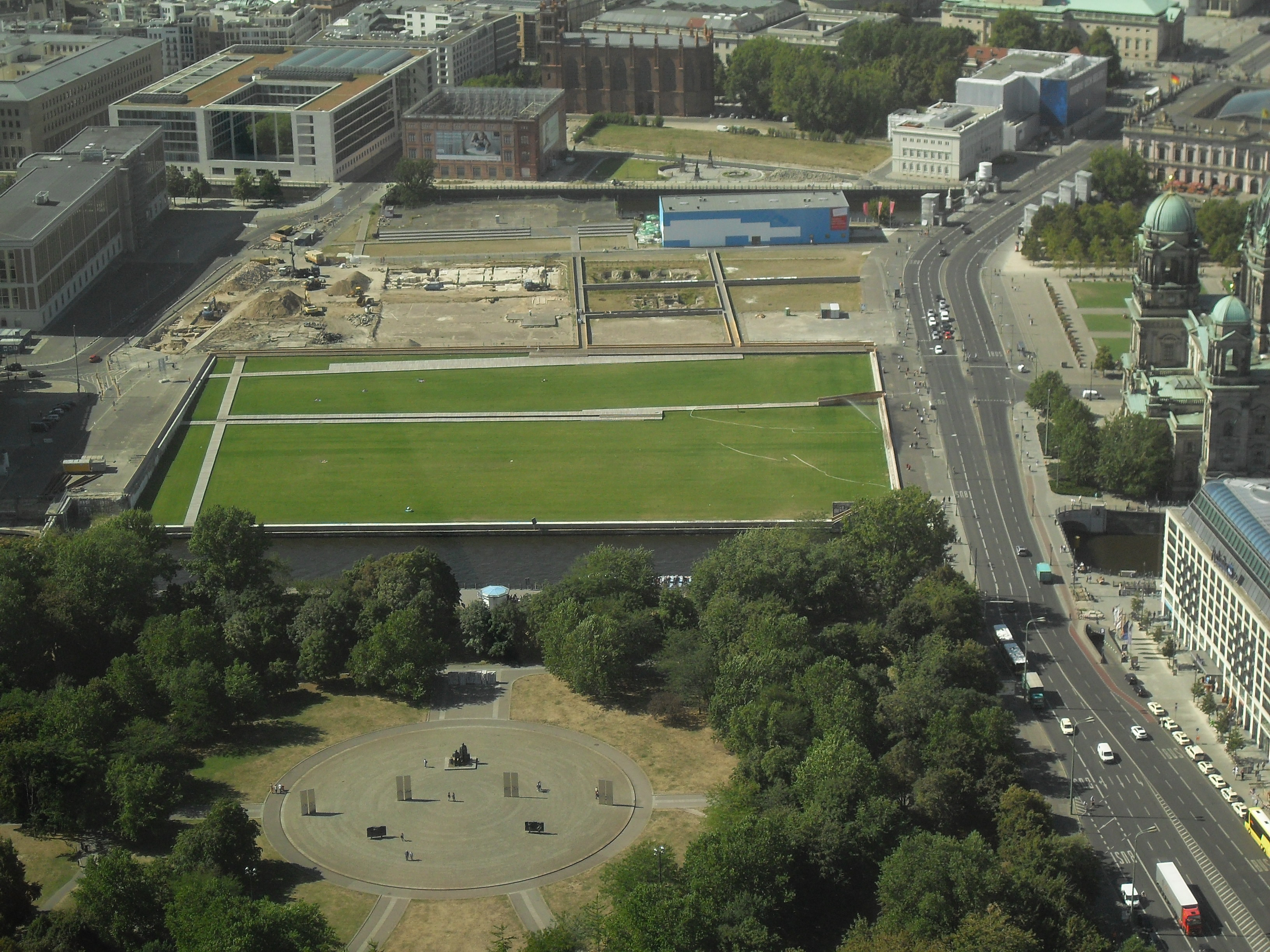
Local onde se escontrava o Palast der Republik após a demolição em Setembro de 2009.

A demolição do Palast der Republik foi novamente alterada. No dia 19 de Janeiro de 2006, o Deutsche Bundestag não confirmou uma petição da Aliança 90/Os Verdes e do Linkspartei que pedia o adiamento da demolição ou a preservação da estrutura.
Depois de encontros realizados na Primavera de 2005 e em Outubro do mesmo ano, o edifício começou a ser lentamente desmantelado por cinco gruas a partir de Fevereiro de 2006. As explosões foram evitadas como forma de prevenir danos nos edifícios circundantes. Os pisos subterrâneos do palácio permanecem completamente intactos, podendo servir como fundações duma nova construção.
Inicialmente previa-se que os trabalhos de demolição estivessem concluídos em meados de 2007. Quando estes já se encontravam em curso, foram descobertos novos focos de asbesto, o que retardou a conclusão das obras, que foram concluídas em 2008. Os custos adicionais ascenderam 9,9 milhões de euros, garantidos pelo governo federal.
Depois da total remoção, o espaço deixado livre foi temporariamente ocupado por uma área relvada.

#### Imagens da demolição

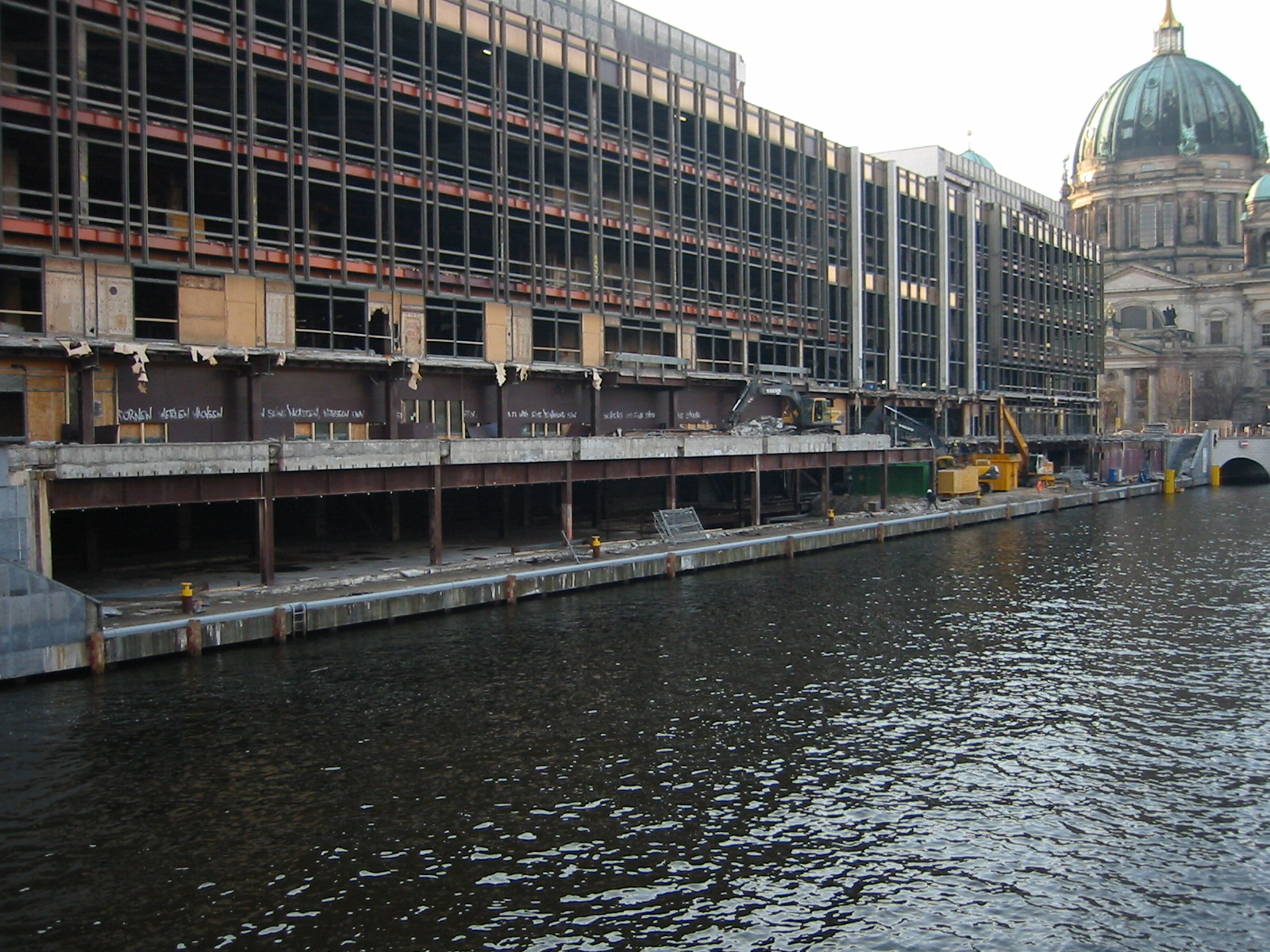
Março de 2006
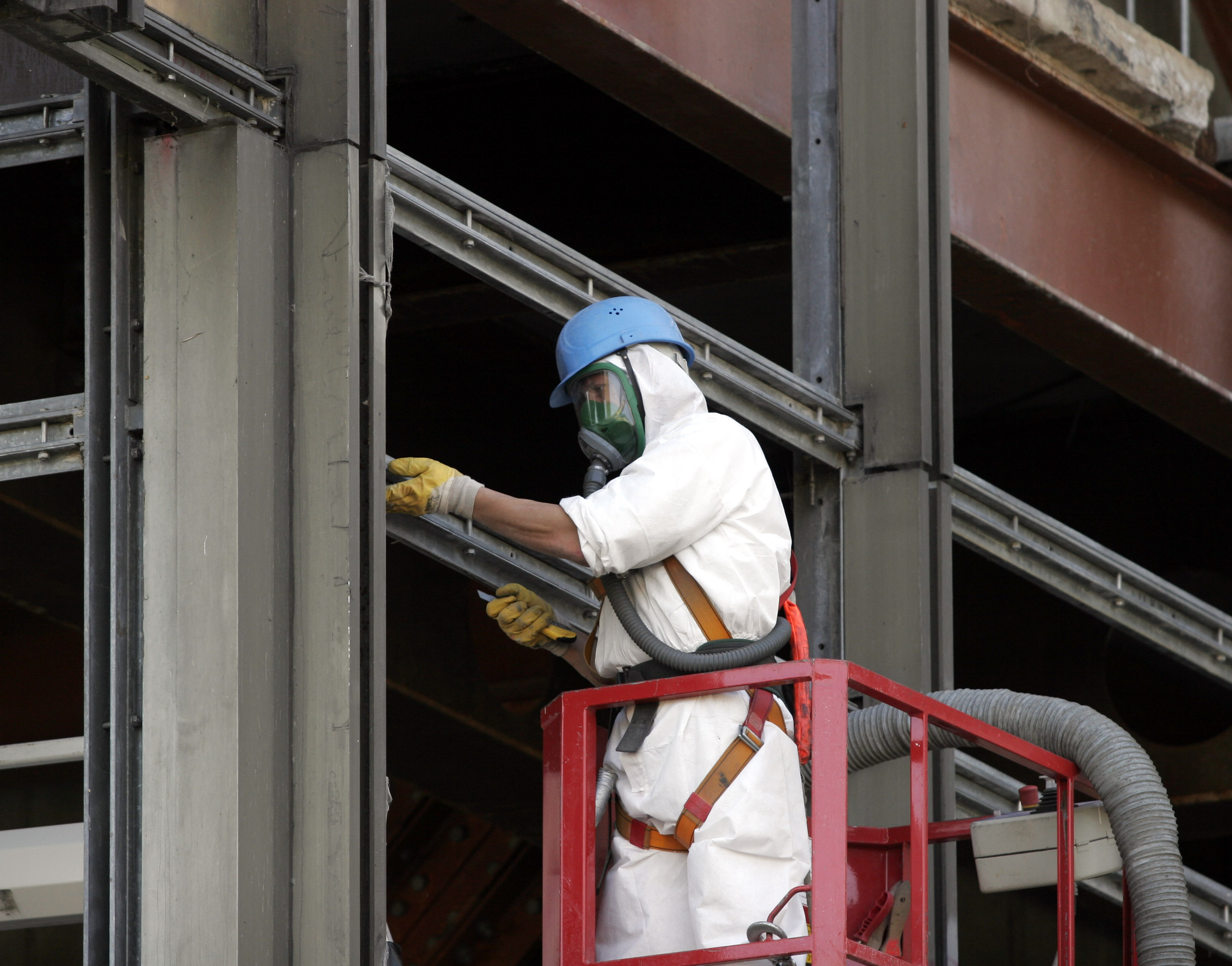
Trabalhador protegido contra o amianto (Outubro de 2007)
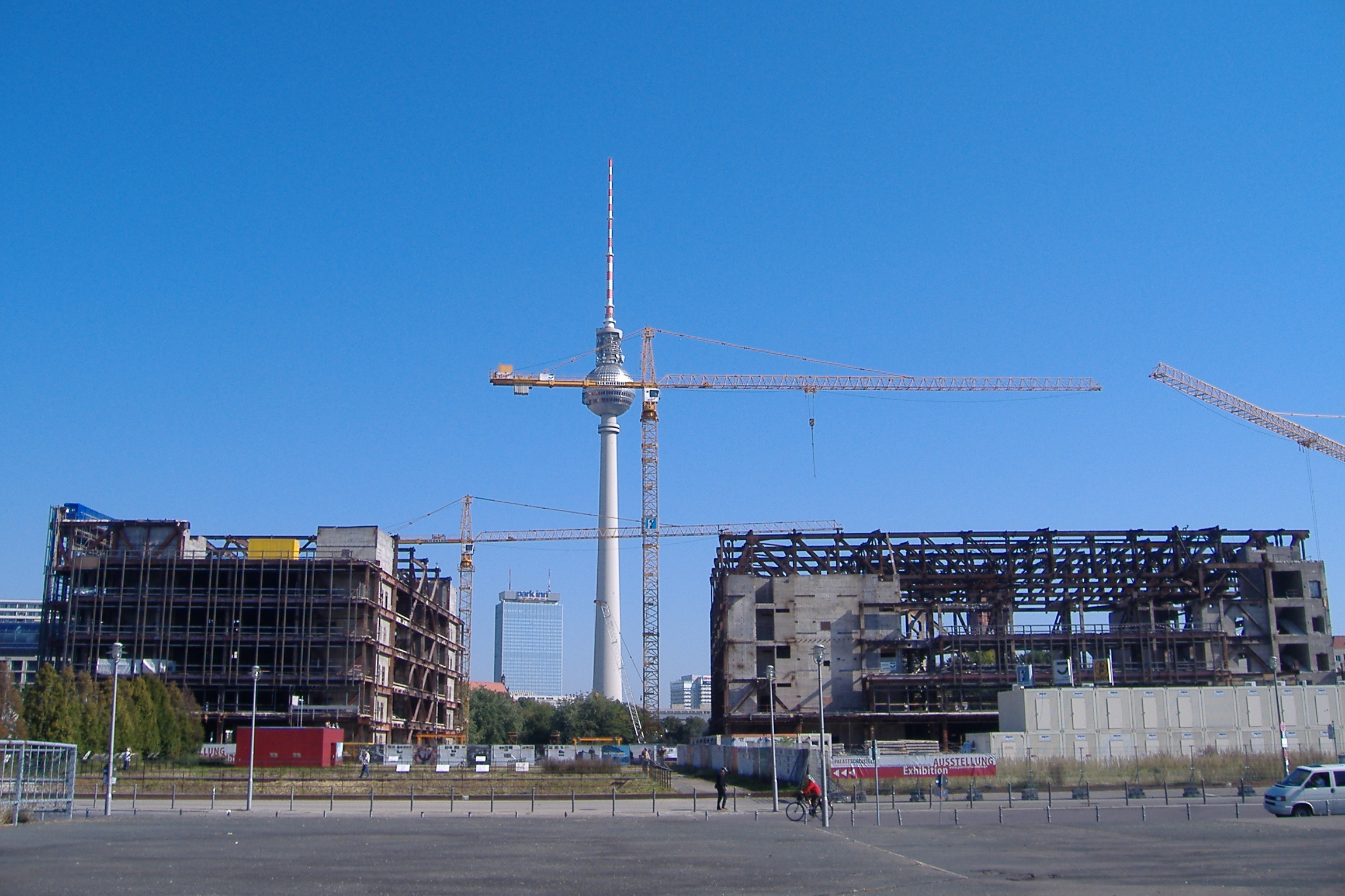
Setembro de 2007
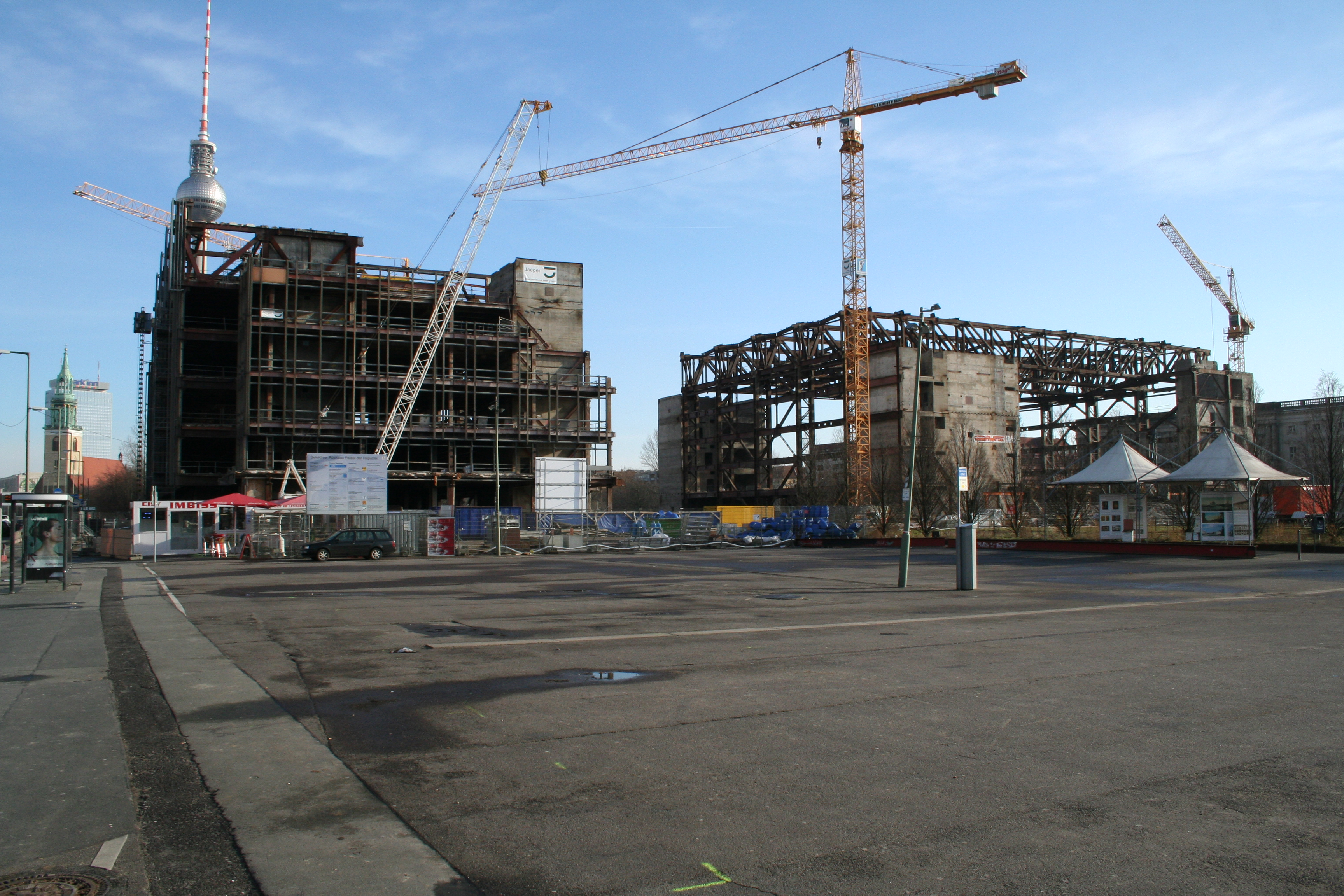
Janeiro de 2008

## Documentário

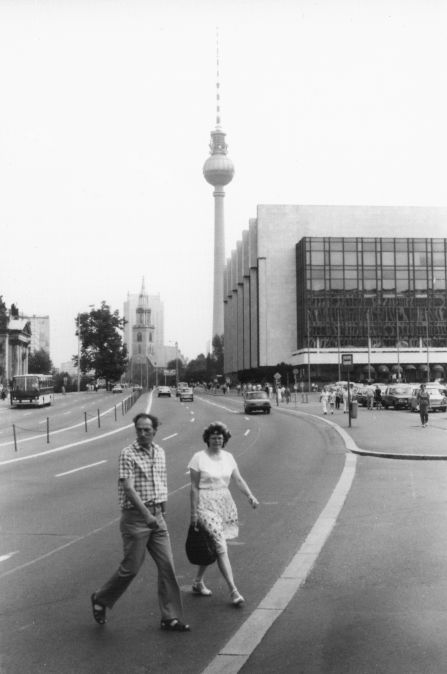
Praça Marz-Engles e vista parcial do Palast der Republik.

Altlastpalast é um documentário de 2006 da autoria de Irina Enders. Ela documentou os últimos seis meses de existência do Palast der Republik, a discussão, em Berlim, sobre a demolição, o surgimento da exposição Fraktale sobre o tema da "morte" e o debate sobre a reconstrução do antigo palácio Real. O controverso filme foca, especialmente, o modo como as pessoas contornam a jovem história da Alemanha reunificada. Também inclui fotografias interiores e aéreas recentes registradas, antes da demolição iniciada em Fevereiro de 2006.

## Literatura
- Martin Beerbaum, Heinz Graffunder, Gerhard Murza: Der Palast der Republik. Seemann Verlag, Leipzig 1979
- Thomas Beutelschmidt, Julia M. Novak: Ein Palast und seine Republik – Ort, Architektur, Programm. Verlag Bauwesen, Berlim 2001. ISBN 3-345-00765-7
- Anke Kuhrmann: Der Palast der Republik. Geschichte und Bedeutung des Ost-Berliner Parlaments- und Kulturhauses. Dr. Michael Imhof-Verlag. Petersberg 2006, ISBN 978-3-86568-143-0 (actualizado e revisto em Novembro de 2003 para a dissertação no Instituto da História de Arte na Ruhr-Universidade Bochum)
- Philipp Misselwitz, Hans Ulrich Obrist, Philipp Oswalt: Fun Palace 200X. Der Berliner Schlossplatz. Abriss, Neubau oder grüne Wiese. Martin Schmitz Verlag, Berlim 2005
- Zwischennutzung des Palast der Republik, Bilanz einer Transformation 2003 ff, Hrsg. von ZwischenPalastNutzung, Bündnis für den Palast, Urban Cataylst, Berlim 2005